# Seraïdi
Seraïdi (în arabă سرايدي) este o comună din provincia Annaba, Algeria.
Populația comunei este de 7.626 de locuitori (2008).